# Oriol Martorell i Codina
Oriol Martorell i Codina (Barcelona, 10 de novembre de 1927 - Barcelona, 24 d'agost de 1996) fou director de coral, pedagog i catedràtic en història. Fill del pedagog Artur Martorell i Bisbal i de Marina Codina i Relats. Fou germà de l'arquitecte Josep Maria Martorell i Codina i de la pedagoga i directora de corals infantils Maria Martorell i Codina.
Després d'una formació molt influïda per l'ambient familiar i per l'escoltisme (els Minyons de Muntanya i la Delegació Diocesana d'Escoltisme) impulsat per Mossèn Antoni Batlle, va cursar estudis musicals amb Lluïsa Torrà de Gibert, Narcís Carbonell i Eduard Toldrà. L'any 1950 es va llicenciar en Filosofia i Lletres per la Universitat de Barcelona i l'any 1954 en Pedagogia per la Universitat de Perusa (Itàlia). Amb la tesi Mig segle de simfonisme a Barcelona: 1920-1970 va rebre el doctorat en Història l'any 1976. L'any 1983 fou nomenat catedràtic d'Història de la Música de la Universitat de Barcelona, de la qual ja era professor des de 1970.

## Activitats nacionals i internacionals
El 1947 fundà la Coral Sant Jordi que va dirigir fins a l'any 1991. Especialista en direcció coral, va desenvolupar una intensa activitat nacional i internacional com a professor, director, jurat, crític, assessor... en diferents països.
Durant els anys de la transició va assolir una gran projecció pública dirigint cantades multitudinàries amb motiu d'esdeveniments de gran significació com el retorn del President Tarradellas o la primera celebració de la Diada Nacional de Catalunya.
Va ser autor de diversos llibres i va exercir la crítica en diversos mitjans de comunicació. Va ser director artístic de Discos Vergara entre 1961 i 1970, i de la col·lecció discogràfica Antologia històrica de la música catalana (1966-1970). Fou autor, juntament amb Manuel Valls, del llibre El fet musical. També va publicar, amb Josep Massot i Muntaner i Salvador Pueyo Els segadors. Himne nacional de Catalunya.
Fou fundador i directiu del Secretariat d'Orfeons de Catalunya (SOC), de l'Europäischen Föderation Junger Chöre (EFJC/Europa Cantat) i de la International Federation for Choral Music. Fou instructor del moviment coral francès À Coeur Joie i primer president de la Federació Catalana d'Entitats Corals (FCEC).
Va ser elegit diputat al Parlament de Catalunya pel PSC entre els anys 1992 i 1995.
Va estar casat amb Montserrat Solanic i Serra, filla de l'esculptor Rafael Solanic.

## Fons
La Universitat de Barcelona conserva part del seu fons. Està format per cartells i programes de concert, partitures d'arranjaments i adaptacions musicals realitzades per Oriol Martorell, diapositives i fotografies de concerts i estades a l'estranger. Aquests materials permeten fer una aproximació a la intensa activitat artística d'Oriol Martorell i la Coral Sant Jordi sota la seva direcció durant el període 1946-1991. Es poden consultar en línia a la Memòria Digital de Catalunya.
El 1996, poc abans de morir, va llegar la seva col·lecció de discos a la Biblioteca de Catalunya. A banda de la discografia de la Coral Sant Jordi, els més de 4.000 discos que integren la col·lecció reflecteixen el seu pas per les discogràfiques Edigsa i Vergara, així com la seva activitat com a crític discogràfic.

## Premis i reconeixements
Va ser guardonat amb la Creu de Sant Jordi (1984) i el Premi Nacional de Música de la Generalitat de Catalunya, el Premi Ciutat de Barcelona i la Medalla d'Or al Mèrit Artístic de l'Ajuntament de Barcelona, la Medalla de Belles Arts del Ministeri de Cultura, el Premi d'Honor de la Fundació Jaume I (1983), el Premi Ramon Fuster del Col·legi de Doctors i Llicenciats de Catalunya, el Premi de Musicologia de la Fundació Güell de l'Institut d'Estudis Catalans.
Li van dedicar el primer centre públic català on es poden compaginar els estudis de música i dansa amb l'educació primària i secundària reglada, que es troba a Barcelona, l'IEA Oriol Martorell.
Li és dedicat un monument a la Plaça Catalunya de Sant Boi de Llobregat recordant-lo com a director de la cantada massiva d'Els Segadors durant la celebració en aquest lloc de la Diada Nacional de Catalunya de l'any 1976.